# Thal, Steiermark
Thal är en ort och kommun i Österrike. Den ligger i distriktet Graz-Umgebung i förbundslandet Steiermark,  150 km sydväst om huvudstaden Wien. Kommunen har 2 498 invånare (2024).

## Kyrkan
Åren 1992-1994 gjordes en utbyggnad av den romersk-katolska församlingskyrkan St Jakob från 1700-talet, under konstnärlig ledning av Ernst Fuchs, tillsammans med arkitekt Manfred Fuchsbichler. En färg- och formrikedom kom att prägla byggnadskomplexet, liksom ett sinnrikt tillvaratagande av ljuseffekter.

## Kända invånare
Skådespelaren, kroppsbyggaren och politikern Arnold Schwarzenegger föddes i Thal där hans far Gustav var polischef. Ett Schwarzenegger-museum öppnade 2011 i det hus där han växte upp.

## Bilder

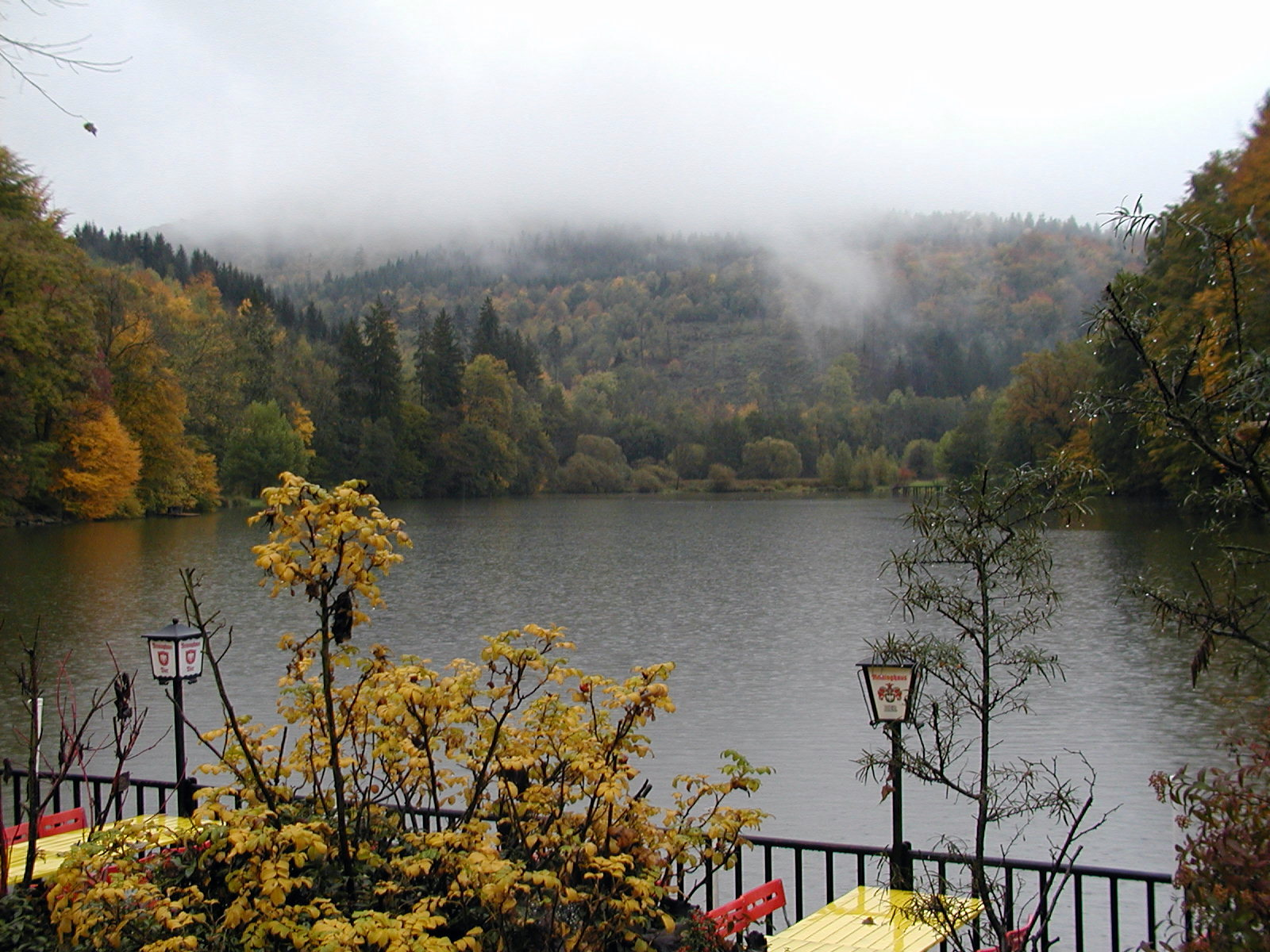
Thalersee.
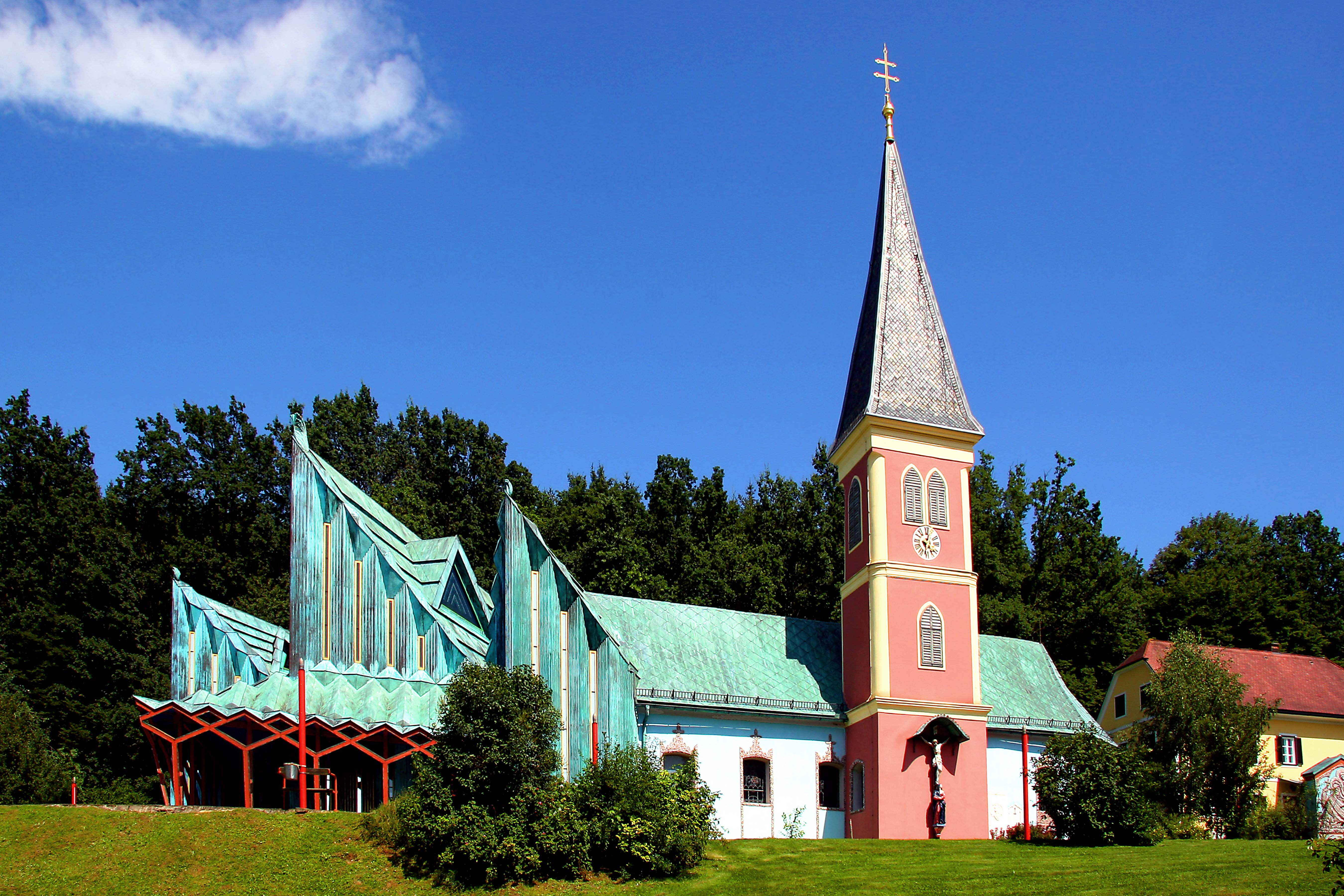
Församlingskyrkan St Jakob.
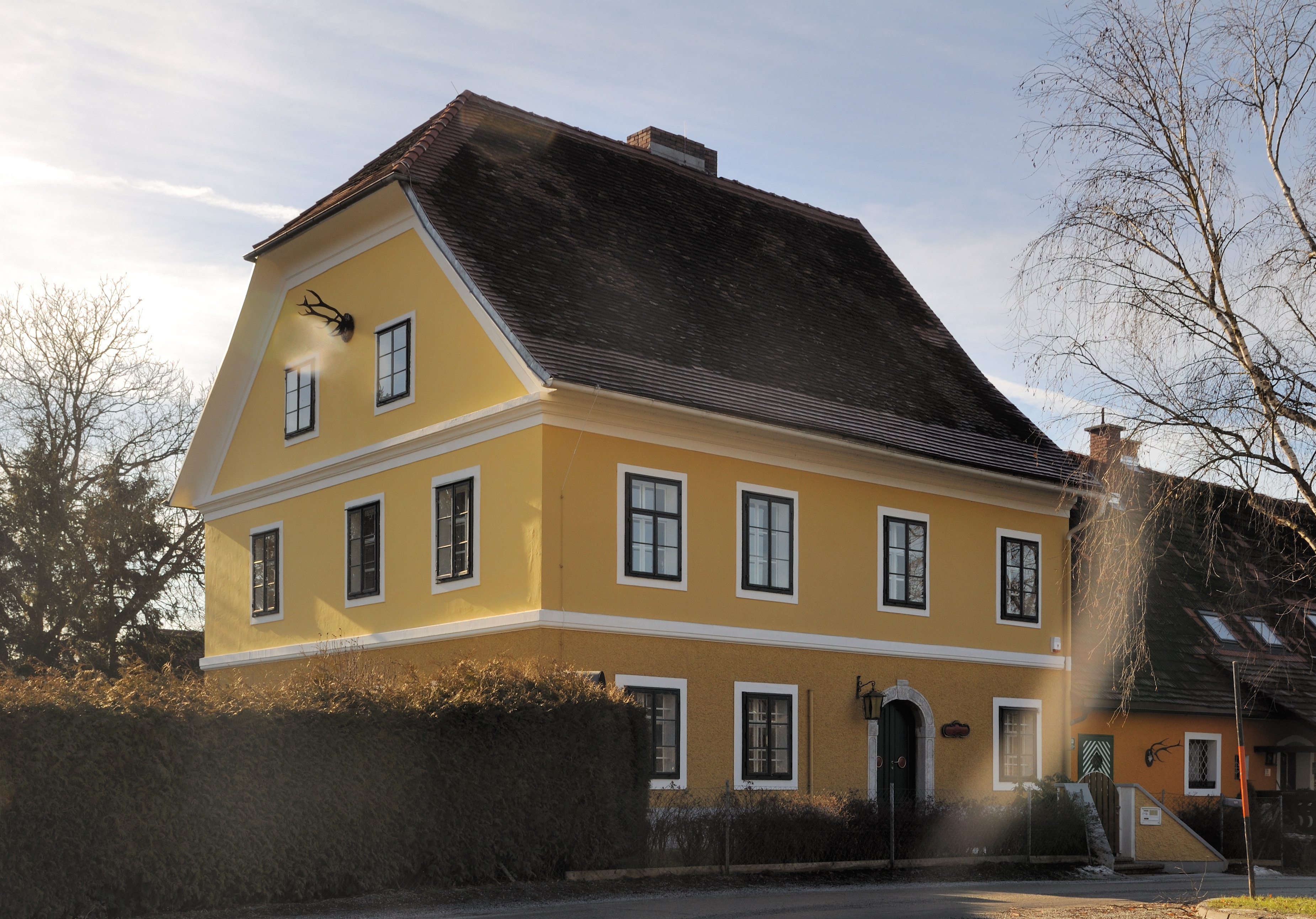
Huset Arnold Schwarzenegger växte upp i.